# Bechium
Bechium es un género de plantas fanerógamas perteneciente a la familia de las asteráceas. Comprende 3 especies descritas.

## Taxonomía
El género fue descrito por Augustin Pyrame de Candolle y publicado en Prodromus Systematis Naturalis Regni Vegetabilis 5: 70. 1836.

## Especies
- Bechium nudicaule (Less.) H.Rob.
- Bechium pratensis Klatt
- Bechium rhodolepis (Baker) H.Rob.